# Feldkirch (Haut-Rhin)
Feldkirch település Franciaországban, Haut-Rhin megyében. Lakosainak száma 1002 fő (2022. január 1.). Feldkirch Raedersheim, Bollwiller, Ungersheim, Pulversheim és Staffelfelden községekkel határos.

## Népesség
A település népességének változása:
| Lakosok száma | 937  | 972  | 1010 | 990  | 995  | 997  | 999  | 1000 | 1002 |
|               | 2013 | 2015 | 2016 | 2017 | 2018 | 2019 | 2020 | 2021 | 2022 |